# O-ring

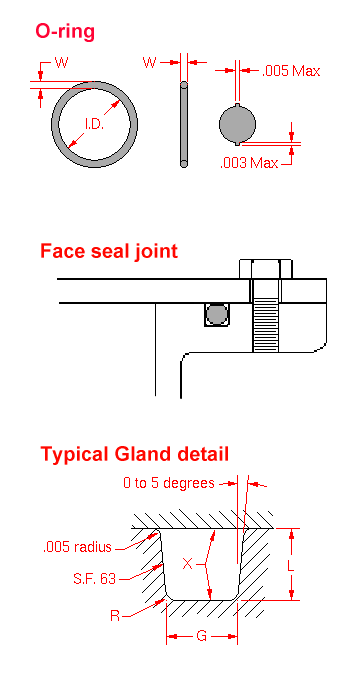
Un tipico O-ring e le sue applicazioni.

Un O-ring è un anello di elastomero (comunemente detto gomma), a sezione circolare usato come guarnizione meccanica o
sigillo. Gli o-ring sono progettati per essere inseriti in appositi alloggiamenti ed essere compressi durante l'assemblaggio di due o più parti, creando così una guarnizione di tenuta.
Il termine O-ring significa letteralmente: "O" per la relativa lettera dell'alfabeto, derivata per la sua forma; e ring per anello.
In italiano, nel linguaggio corrente, anche tecnico, gli "O-ring" vengono chiamati anche "O-erre".
L'unione può essere statica, quando le parti dell'alloggiamento e la guarnizione non si muovono l'una rispetto all'altra, o dinamica, quando si muovono. A causa del surriscaldamento dovuto all'attrito le giunture in movimento richiedono un'adeguata lubrificazione e le velocità relative sono limitate.
Gli o-ring sono una guarnizione piuttosto comune, usati nei progetti per via dei loro costi limitati e della loro resistenza a decine di megapascal di pressione.
Gli O-Ring sono regolamentati secondo norma tecnica ISO 3601, e DIN ISO 3601. Fino al 2010 la norma molto comune era la norma DIN 3771.

## Storia
Il primo brevetto dell'O-ring, datato 12 maggio 1896, fu depositato in Svezia da J. O. Lundberg. Il brevetto statunitense dell'o-ring venne registrato nel 1937 dal settantaduenne danese Niels Christensen, un tornitore giunto in America nel 1891 che registrò anche il brevetto di un freno ad aria per i tram. Nonostante i suoi sforzi legali la sua proprietà intellettuale passò da una compagnia all'altra fino alla Westinghouse. Durante la Seconda guerra mondiale il governo statunitense dichiarò l'o-ring fondamentale per la guerra, consentendone la produzione ad altre compagnie. Christensen ricevette un pagamento di 75000 $ e, dopo la sua morte e molte cause legali, un ulteriore risarcimento di 100000 $ ai suoi discendenti.

## Teoria e progettazione

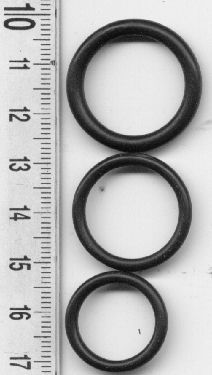
Alcuni o-ring di piccole dimensioni.

Una giuntura con O-ring efficace richiede un montaggio meccanico energico che applichi una deformazione apprezzabile all'O-ring. Questa introduce uno stress meccanico calcolato alle superfici di contatto dell'o-ring. Fintanto che la pressione del fluido contenuto non eccede lo stress da contatto dell'O-ring, non può esserci una perdita.
La guarnizione è progettata per avere una piccola superficie di contatto tra l'O-ring e le parti da sigillare. Questo consente una elevata pressione specifica su tale superficie, in grado di contenere una forte pressione, senza danneggiare il corpo dell'O-ring. La natura flessibile dell'elastomero consente di adattarsi alle lievi imperfezioni di planarità delle parti da giuntare (specialmente con pressioni limitate).
Bisogna invece comunque avere una rugosità della superficie metallica nella sede di tenuta molto bassa per consentire alla superficie della sede e a quella dell'O-ring deformata di combaciare correttamente. In caso di pressioni molto elevate, la planarità e la rugosità delle superfici in contatto con l'anello O-ring sono fondamentali. La superficie della sede, che deve avere tali caratteristiche, è comunque sempre di estensione molto limitata, quindi questa finitura non causa un eccessivo aumento di costo.
Di norma, diversamente che per altre guarnizioni, la pressione da esercitare sulla guarnizione deve essere dosata e ben definita, per tale motivo la guarnizione è alloggiata in una cavità prodotta in una delle due parti di cui si vuole assicurare la tenuta.
La forma della cavità assicura che, al serraggio a contatto delle parti metalliche, la compressione che deforma l'O-ring abbia il valore corretto ed adeguato per la tenuta. Peraltro con il serraggio metallico non è possibile praticare sollecitazioni ulteriori sull'anello di tenuta; tale fatto è estremamente importante, dato che altri tipi di guarnizioni restano serrate tra il metallo e sopportano i carichi che ne derivano, (variazioni di pressione, dilatazioni termiche delle parti connesse, urti e vibrazioni). Quando il giunto è serrato la guarnizione è ampiamente protetta da molti tipi di sollecitazioni.
Data la natura di elastomero di piccola dimensione le superfici che sono interessate al contatto con le parti metalliche giuntate è esiguo, quindi da un lato le parti da lavorare con elevate caratteristiche sono molto limitate in estensione, d'altro canto le superfici appunto essendo esigue devono avere un alto livello di finitura.
La condizione di essere un elastomero organico (semplicisticamente: gomma), e quindi un derivato organico, ne rende limitata la estensione di tempo in cui conserva adeguate caratteristiche (elasticità, continuità strutturale); tale durata, che comunque è considerevole, è drasticamente ridotta in caso di elevate temperature, o estremamente basse, o di radiazioni ionizzanti, per la natura stessa degli elastomeri in genere.
Per il contenimento di fluidi solventi aggressivi nei confronti di elastomeri generici, sono commercializzati O-ring costituiti da miscele di materiali particolarmente resistenti ad una ampia gamma di solventi. Nonostante tali perfezionamenti la tenuta ad O-ring è compatibile solo per il contenimento di una determinata gamma di fluidi ed a determinate condizioni fisiche.
L'O-ring sono una delle parti più comuni, ma anche più importanti, nei progetti di macchine meccaniche in un gran numero di dimensioni standard e di materiali.

## Misure standard
Gli O-Ring sono definiti nelle misure dalla normazione tecnica. La misura è "diametro interno × diametro corda", ad esempio 10×1,0 mm.
Le misure della corda vanno da diametri piccoli come 0,35 mm fino a 40 mm e più. Uno degli o-ring più piccoli noti nell'industria dell'orologeria ha misura 0,70 × 0,20 mm. Nelle misure grandi si arriva a diametri interni di 10 metri in ambito aerospazio.
La norma DIN 3771-1:1984-12 designa diametri interni da 1,8 a 17 mm con diametro corda tipico di 1,8 mm. Dal diametro 14 fino al 38,7 mm il diametro corda tipico è 2,65 mm, da 18 a 200 mm il diametro corda tipico è 3,55 mm e così via, fino a 670 × 7 mm.

## Materiali
La selezione degli o-ring viene fatta sulla base della compatibilità chimica, della temperatura d'applicazione, della pressione, della lubrificazione, dei requisiti, della qualità, della quantità e del costo.
Gomma sintetica:
- Polibutadiene (BR)
- Polibutadiene (IIR)
- Hypalon (CSM)
- Epicloridrina gomma (ECH, ECO)
- EPDM: buona resistenza all'acqua calda e al vapore, detergenti, soluzioni di potassio caustico, soluzioni di idrossido di sodio, oli e grassi siliconici, molti solventi polari e molti acidi diluiti e prodotti chimici. Le formulazioni speciali sono eccellenti per l'uso con liquidi per freni a base di glicole. Non adatto per l'uso con prodotti a base di oli minerali: lubrificanti, oli o combustibili. I composti polimerizzati con perossido sono adatti a temperature più elevate[7].
- EPR
- Fluoroelastomeri (FKM)[7]
- Gomma nitrilica (NBR, HNBR, HSN, Buna-N)[7]
- FFKM
- Gomma acrilica (ACM)
- Policloroprene (neoprene) (CR)
- Polisoprene (IR)
- Thiokol (PSR)
- Politetrafluoroetilene (PTFE)
- Sanifluor (FEPM)
- Gomma siliconica (SiR):[7]
- Gomma SBR (SBR)

Termoplastici:
- Elastomeri termoplastici (TPE) stirenici
- Poliolefinici (TPO) LDPE, HDPE, LLDPE, ULDPE
- Poliuretano (TPU) polietere, poliestere[7]
- Copoliesteri (TEEE)
- Poliammidi (PEBA)
- Melt Processible Rubber (MPR)
- Thermoplastic Vulcanizate (TPV)

### Alcuni esempi di compatibilità
- Aria da 200-300 °C: Silicone
- Birra: EPDM
- Benzina: Buna-N o Viton (FKM)
- Olio idraulico minerale: Buna-N
- Olio idraulico sintetico: Viton
- Acqua – EPDM

### Compatibilità con grassi e oli
Per grassi animali sono compatibili NBR, HNBR, AU, ACM, FVMQ, FKM, FFKM e ETP, e restrizioni vi sono con EPDM, CR e VMQ, incompatibile NR.
Oli vegetali contengono diversi elementi. Mescole FKM, FFKM e ETP sono compatibili con oli misti. NBR, HNBR, FVMQ sono parzialmente compatibili. ACM sono con un tipo e VMQ, EPDM e CR solo con pochi tipi di oli. NR generalmente no. 
Oli come l'olio di ricino sono compatibili diverse mescole. Nel caso di sostanze alimentari è necessaria la compatibilità certificata della mescola con alimenti.
Acidi grassi possono essere trattati con FKM, FFKM e ETP, con limitazioni per NBR, HNBR e CR. Mentre mescole come EPDM e VMQ non sono compatibili, e NR da escludere.

## Altre forme

Profili di corda di o-ring

Vi sono variazioni nella forma degli o-ring, non sempre circolari; ad esempio vi sono o-ring con sezione a x, chiamati comunemente x-ring. Quando vengono pressati sigillano con 4 superfici di contatto (due sopra e due sotto). Si ritiene che questi x-ring abbiano una durata maggiore degli o-ring.
Vi sono anche o-ring con profilo quadrato, comunemente chiamati square-cut o "square-ring".

## Il disastro del Challenger
Il guasto di un giunto (detto field-joint) nel serbatoio del combustibile di un razzo propulsore, in cui la tenuta era garantita proprio da un O-ring in gomma, fu la causa del disastro dello Space Shuttle Challenger STS-51-L il 28 gennaio 1986. Per via della temperatura più bassa di quella prevista nel progetto, l'O-ring non si adattò in tempo allo sbalzo termico e lasciò fuoriuscire del combustibile, che prese poi fuoco all'inizio del volo di partenza. Questa ipotesi venne confermata in televisione dal fisico premio Nobel Feynman del Caltech, che immerse in modo scenografico un piccolo O-ring nell'acqua ghiacciata, e mostró che si era irrigidito molto.
Il dottor Feynman analizzò i filmati e notò una piccola fuoriuscita di gas dal Solid Rocket Booster (SRB) attraverso la giunzione di due segmenti nell'istante immediatamente precedente l'esplosione. La causa di questo fu quindi attribuita a un O-ring difettoso. Il gas si innescò ed esplose poco dopo il decollo, e l'intero veicolo venne distrutto.
Il materiale utilizzato in quell'O-ring era a base di un FKM copolimerico standard, comunemente denominato Viton, ed era prodotto dal produttore Morton-Thiokol dello Utah. L'FKM standard non è un materiale adatto per essere utilizzato a temperature così basse. Infatti, quando un O-ring viene raffreddato, c'è una temperatura Tg (temperatura di transizione vetrosa) sotto la quale perde elasticità. Anche quando un O-ring non raggiunge la temperatura Tg, alle basse temperature, impiega più tempo a ritornare alla forma iniziale una volta compresso. Gli O-ring (e tutte le altre guarnizioni) funzionano creando una pressione positiva contro la superficie, e prevengono quindi le perdite.
Durante la notte precedente il lancio, furono registrate temperature dell'aria molto basse, e i tecnici NASA fecero un'ispezione. La temperatura ambientale era comunque all'interno dei limiti previsti dal progetto, quindi la sequenza di lancio continuò. Purtroppo però la temperatura dell'O-ring era significativamente più bassa di quella dell'aria circostante.